# Gérard Claude

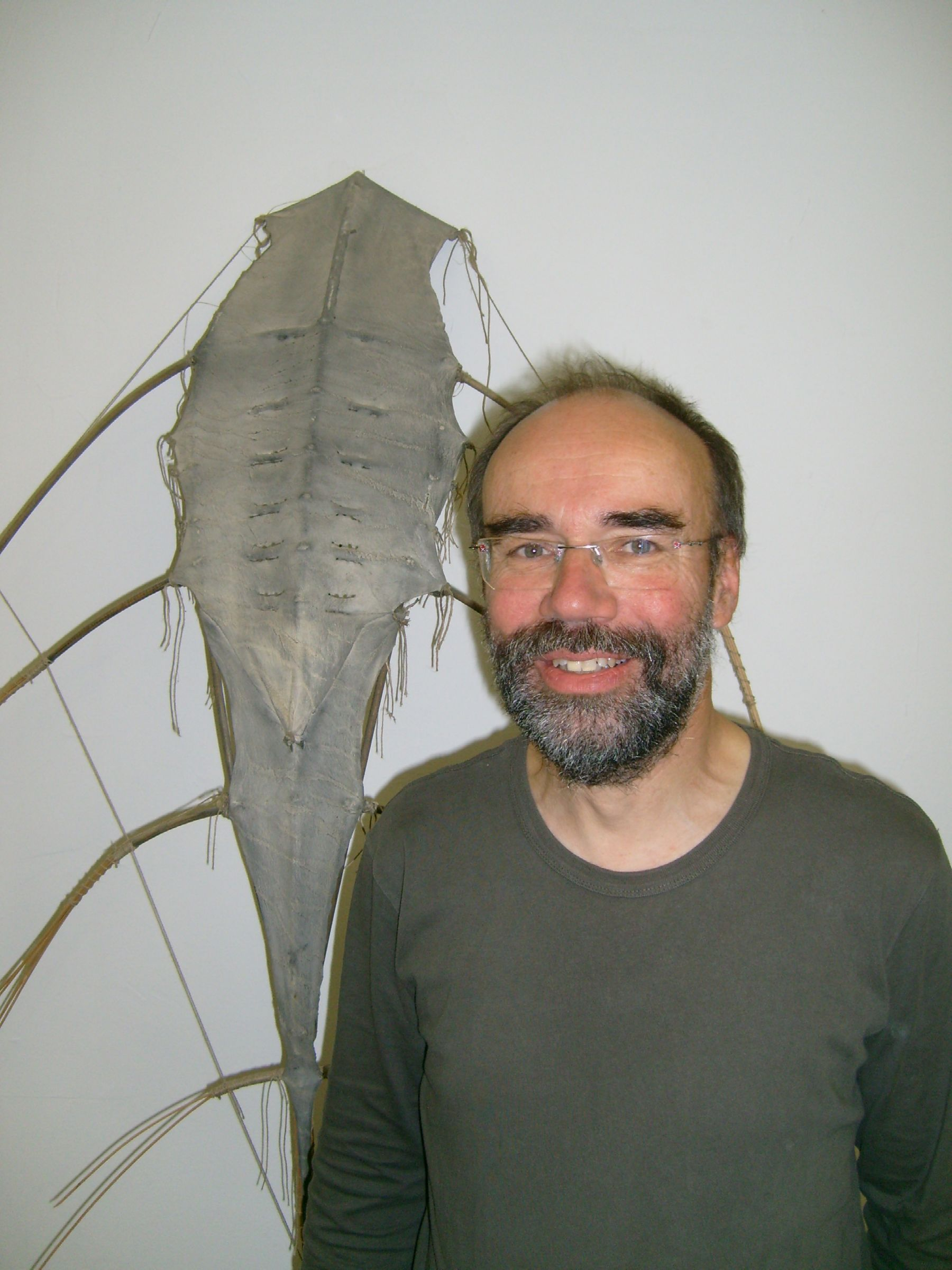
Gérard Claude 2008

Gérard Claude (* 10. März 1956 in Esch an der Alzette) ist ein luxemburgischer Maler und Bildhauer.
Claude schloss 1977 das Lycée de garçons d’Esch-sur-Alzette mit einem Premièresdiplom ab. Von 1977 bis 1981 studierte er Arts Plastiques (Bildende Kunst) an der Université des sciences humaines in Straßburg. Dort besuchte er von 1978 bis 1979 an der École supérieure des arts décoratifs Jean-Marie Krauts Atelier für Eisenarbeiten. 1984 wurde er Dozent für Kunsterziehung am Lycée classique de Diekirch. 1979 wurde er mit dem Prix Grand-Duc Adolphe und 1992 mit dem Prix Limes ausgezeichnet.
Claude schafft hauptsächlich Plastiken: Land Art, Installationen und Skulpturen, meist mit verschiedenen Holzsorten.

## Galerie

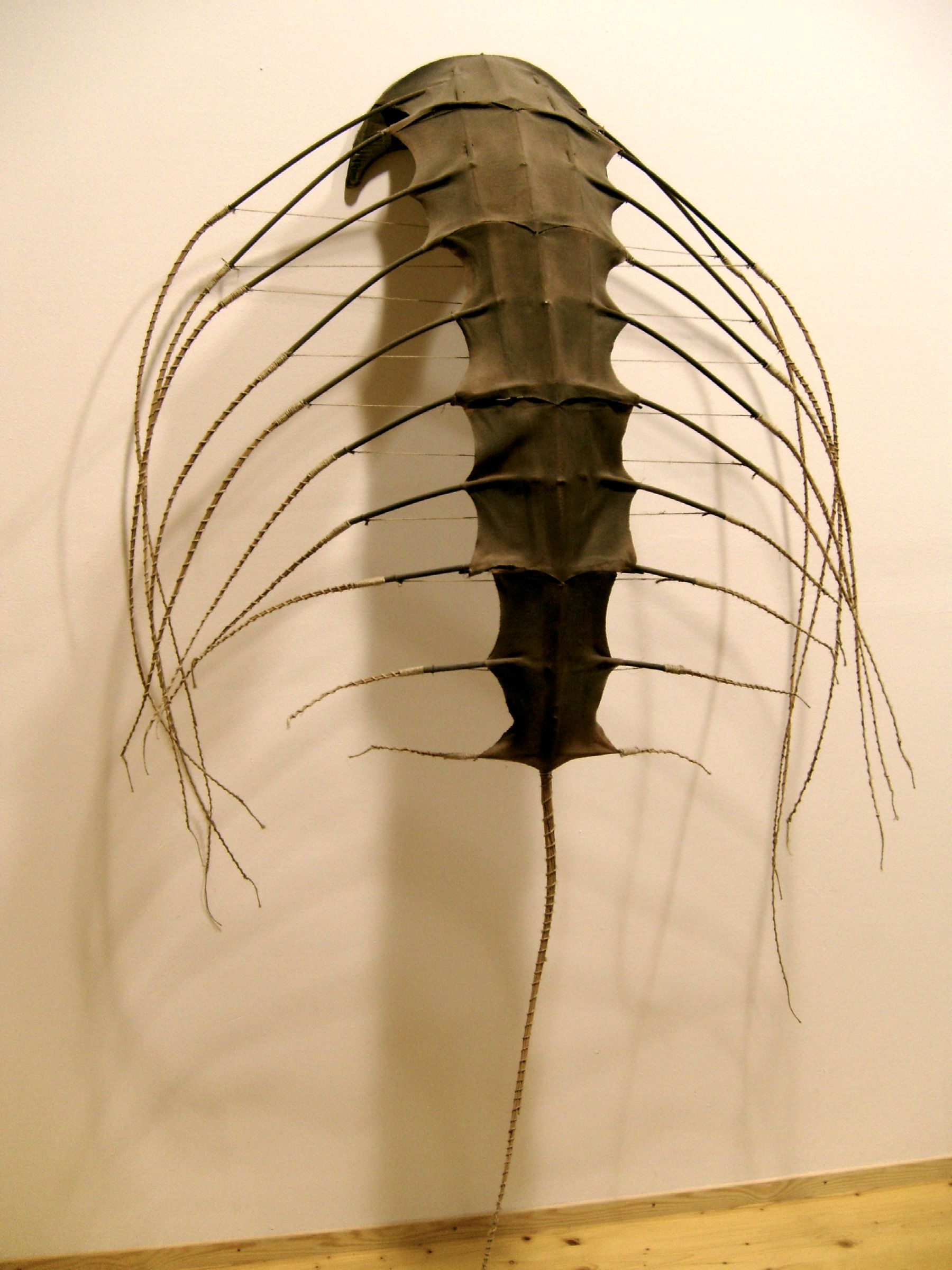
Objet biomorphe
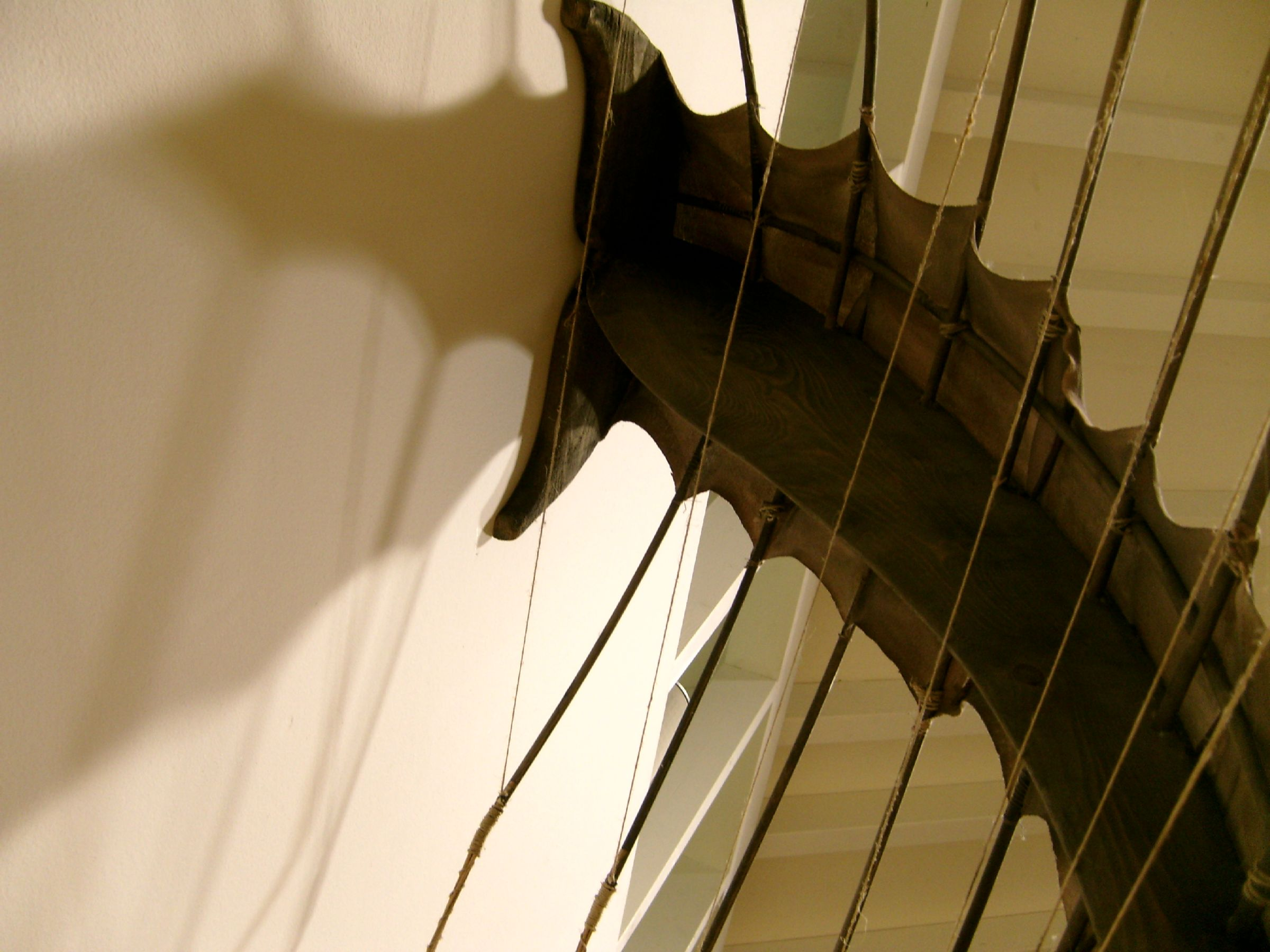
Objet biomorphe